# 千日前国際劇場
千日前国際劇場（せんにちまえこくさいげきじょう）は、かつて大阪府大阪市中央区難波にあった映画館である。
洋画封切の「国際劇場」、邦画封切の「国際シネマ」、ポルノ映画上映の「国際地下劇場」の3スクリーンを擁する映画館だったが2008年（平成20年）3月31日をもって閉館した。跡地には、パチンコ店「マルハンなんば新館」が2012年（平成24年）3月7日にオープンした。

## 歴史
- 終戦から1年後の1946年（昭和21年）[2]、新東宝の封切館として「千日前国際シネマ」がオープンしたのが始まり。その後、隣接していた「南地劇場」と統合し、1956年（昭和31年）12月31日、日活系映画館「千日前国際日活」と名画座「国際地下劇場」の2館を増設。その後国際シネマは東映の封切館となった。
- 1971年（昭和46年）に日活がロマンポルノ路線に転換したのを機に、国際日活は「千日前国際劇場」と改称し松竹の洋画ロードショー館に転向。これに伴い国際地下劇場はポルノ映画上映館として営業を継続した。
- 2007年（平成19年）4月19日、なんばパークス内に松竹とティ・ジョイ（東映系列）が共同経営するシネマコンプレックス「なんばパークスシネマ」がオープン。これに伴い道頓堀角座、道頓堀東映といった同系列館が閉館に追い込まれたが、配給契約を失った国際劇場は営業継続を選択。以後は番組編成がフリーとなり、封切作品のムーブオーバーや『チャップリン映画祭[3]』『京マチ子名作映画まつり[4]』『溝口健二監督映画まつり』などの特集上映を行っていたが、集客を取り戻すことが出来ず、2008年3月に閉館を発表。但し同劇場は「閉館ではなく休館」としており、再開する道を探っているとしていたが[5]、最終的に再開することなく、そのまま閉鎖・解体された。
- さよなら興行は同年3月26日から31日まで開催。国際劇場は3月28日まで『団塊ボーイズ』を上映した後、29日から日活映画の『狂った果実』と『嵐を呼ぶ男』を、国際シネマは新東宝の『明治天皇と日露大戦争』、国際地下はポルノ映画『団地妻 昼下がりの情事』『実録 阿部定』が上映され、62年の歴史にピリオドを打った。

## 劇場の特徴
※座席数は閉館時のもの。
- 国際劇場
定員762人。主に丸の内ピカデリー1系の洋画の大作・話題作を上映。70mm映写機や2階席もあった大型映画館。梅田ピカデリー（2011年1月16日閉館）と共に大阪市内における松竹洋画系のチェーンマスターとして知られた。全盛期は休憩時間中にピアノの生演奏が行われたこともあった。
- 国際シネマ
定員564人。東映の作品を主に上映。コの字型の2階席の他、スクリーン上部には「封切 国際シネマ」と書かれた看板もあった。
- 国際地下劇場
定員252人。当初は名画座だったが、1970年代より成人向け映画館に転換。オールナイト興行も頻繁に行われていた。